# Venus (film)
För andra betydelser, se Venus (olika betydelser).
Venus är en brittisk dramakomedi från 2006 i regi av Roger Michell med bland annat Peter O'Toole.

## Rollista (i urval)
- Peter O'Toole - Maurice
- Leslie Phillips - Ian
- Jodie Whittaker - Jessie
- Vanessa Redgrave - Valerie
- Richard Griffiths - Donald
- Cathryn Bradshaw - Jillian